# チェ・ドゥホ
チェ・ドゥホ（朝鮮語: 최두호、1991年4月6日 - ）は、韓国の男性総合格闘家。慶尚北道亀尾市出身。Busan Team MAD所属。

## 来歴
キックボクシングで活躍後、2008年にプロ総合格闘技デビューして柔術を学んだ。

### DEEP・SRC
2010年6月6日、DEEP初参戦となったDEEP CAGE IMPACT 2010 in OSAKAで鍵山雄介と対戦し、1-2の判定負けを喫した。
2010年6月20日、SRC初参戦となったSRC13で臼田育男と対戦し、2-1の判定勝ちを収めた。
2011年12月16日、DEEP 56 IMPACTで石田光洋と対戦し、パウンドでTKO勝ち。この試合はドゥホが計量で900gオーバーしたためイエローカード2枚で行なわれた。
2012年2月18日、DEEP 57 IMPACTのフェザー級王者決定戦で横田一則と対戦予定であったが、大会直前に行方不明となり欠場した。
2013年6月15日、DEEP CAGE IMPACT 2013で昇侍と対戦し、パウンドでTKO勝ちを収めた。

### UFC
2014年11月8日、UFC初参戦となったUFC Fight Night: Edgar vs. Swansonでフアン・プージと対戦し、パウンドでTKO勝ちを収めた。
2015年11月28日、1年ぶりの復帰戦となったUFC Fight Night: Henderson vs. Masvidalでサム・シシリアと対戦し、パウンドでKO勝ち。パフォーマンス・オブ・ザ・ナイトを受賞した。
2016年7月8日、The Ultimate Fighter 23 Finaleでチアゴ・タバレスと対戦し、パウンドでKO勝ち。パフォーマンス・オブ・ザ・ナイトを受賞した。
2016年12月10日、UFC 206でフェザー級ランキング4位のカブ・スワンソンと対戦。ダウンを奪い合う激しい打撃戦となるが0-3の判定負けを喫した。ファイト・オブ・ザ・ナイトを受賞した。
2018年1月14日、UFC Fight Night: Stephens vs. Choiでフェザー級ランキング9位のジェレミー・スティーブンスと対戦し、グラウンドでの肘打ちでTKO負け。ファイト・オブ・ザ・ナイトを受賞した。
2019年12月21日、UFC Fight Night: Edgar vs. The Korean Zombieでシャルル・ジョーデインと対戦し、TKO負け。敗れはしたものの、ファイト・オブ・ザ・ナイトを受賞した。
2024年7月20日、UFC on ESPN: Lemos vs. Jandirobaにてビル・アルジオと対戦し、左フックでKO勝ち。8年ぶりの勝利となった。

## 戦績
| 総合格闘技 戦績 | 総合格闘技 戦績 | 総合格闘技 戦績 | 総合格闘技 戦績 | 総合格闘技 戦績 | 総合格闘技 戦績 | 総合格闘技 戦績 |
| --------------- | --------------- | --------------- | --------------- | --------------- | --------------- | --------------- |
| 21 試合         | (T)KO           | 一本            | 判定            | その他          | 引き分け        | 無効試合        |
| 16 勝           | 13              | 1               | 2               | 0               | 1               | 0               |
| 4 敗            | 2               | 0               | 2               | 0               | 1               | 0               |

| 勝敗 | 対戦相手                   | 試合結果                             | 大会名                                       | 開催年月日     |
| ○    | ネイト・ランドワー         | 3R 3:21 TKO（パウンド）              | UFC 310: Pantoja vs. Asakura                 | 2024年12月7日  |
| ○    | ビル・アルジオ             | 2R 3:38 KO（左フック）               | UFC on ESPN 60: Lemos vs. Jandiroba          | 2024年7月20日  |
| △    | カイル・ネルソン           | 5分3R終了 判定1-0                    | UFC Fight Night: Lewis vs. Spivak            | 2023年2月4日   |
| ×    | シャルル・ジョーデイン     | 2R 4:32 TKO（左ストレート→パウンド） | UFC Fight Night: Edgar vs. The Korean Zombie | 2019年12月21日 |
| ×    | ジェレミー・スティーブンス | 2R 2:36 TKO（グラウンドの肘打ち）    | UFC Fight Night: Stephens vs. Choi           | 2018年1月14日  |
| ×    | カブ・スワンソン           | 5分3R終了 判定0-3                    | UFC 206: Holloway vs. Pettis                 | 2016年12月10日 |
| ○    | チアゴ・タバレス           | 1R 2:42 KO（右ストレート→パウンド）  | The Ultimate Fighter 23 Finale               | 2016年7月8日   |
| ○    | サム・シシリア             | 1R 1:33 KO（左フック→パウンド）      | UFC Fight Night: Henderson vs. Masvidal      | 2015年11月28日 |
| ○    | フアン・プージ             | 1R 0:18 TKO（右ストレート→パウンド） | UFC Fight Night: Edgar vs. Swanson           | 2014年11月22日 |
| ○    | 昇侍                       | 2R 2:33 TKO（右ストレート→パウンド） | DEEP CAGE IMPACT 2013 in KORAKUEN HALL       | 2013年6月15日  |
| ○    | 長倉立尚                   | 2R 4:14 TKO（タオル投入）            | DEEP 61 IMPACT                               | 2013年2月16日  |
| ○    | 梅田恒介                   | 1R 2:49 KO（右フック）               | DEEP 59 IMPACT                               | 2012年8月18日  |
| ○    | 石田光洋                   | 1R 1:33 TKO（跳び膝蹴り→パウンド）   | DEEP 56 IMPACT                               | 2011年12月16日 |
| ○    | 帯谷信弘                   | 3R 0:15 KO（跳び膝蹴り）             | DEEP CAGE IMPACT 2011 in TOKYO 2nd ROUND     | 2011年10月29日 |
| ○    | 寿丸                       | 5分2R終了 判定3-0                    | GLADIATOR 23                                 | 2011年9月3日   |
| ○    | 坪井淳浩                   | 1R 4:53 TKO（パウンド）              | CLUB DEEP NAGOYA 公武堂ファイト              | 2010年9月5日   |
| ○    | 大野雄一郎                 | 1R TKO（パウンド）                   | GLADIATOR 7                                  | 2010年6月27日  |
| ○    | 臼田育男                   | 5分3R終了 判定2-1                    | SRC13                                        | 2010年6月20日  |
| ×    | 鍵山雄介                   | 5分2R終了 判定1-2                    | DEEP CAGE IMPACT 2010 in OSAKA               | 2010年6月6日   |
| ○    | イ・ジョンファ             | 2R 3:20 TKO（パンチ連打）            | M-1 Selection 2010: Asia Round 1             | 2010年3月5日   |
| ○    | 松岡嵩志                   | 1R 1:05 腕ひしぎ十字固め             | GRACHAN 3                                    | 2009年11月29日 |

## 表彰
- UFC ファイト・オブ・ザ・ナイト（1回）
- UFC パフォーマンス・オブ・ザ・ナイト（2回）
- UFC殿堂入り（試合部門・UFC 206）